# Juan Ballester Ayguals de Izco
Juan Ballester Ayguals de Izco (Vinaroz, 24 de diciembre de 1837-Barcelona, 19 de marzo de 1868) fue un escenógrafo español.

## Biografía
Natural de la localidad castellonense de Vinaroz, se formó en París. Se encargó de la decoración de un amplio número de obras de teatro representadas en el Gran Teatro del Liceo barcelonés y también en Madrid, en el de la Zarzuela y el Odeón. Coetáneo de Francesc Soler Rovirosa, colaboró con él en varias ocasiones. En 1866, con Mariano Carreras, pintó el techo y preparó el decorado del teatro de Sabadell. Su último trabajo fue la decoración del Le Pardon de Ploërmel para el Liceo. Falleció el 19 de marzo de 1868, a los 30 años.
Ossorio y Bernard, en su Galería biográfica de artistas españoles del siglo XIX, recoge el siguiente episodio, sucedido una vez ya muerto:

Al terminarse en la noche de su muerte la representación del acto segundo de la expresada ópera, el público aplaudió con entusiasmo a los cantantes, al propio tiempo que el efecto de la bella decoración final, cuyas demostraciones no cesaron hasta que volvió a levantarse el telón. Cuando esto se consiguió fue para presenciar un espectáculo que produjo en todos los concurrentes una impresión dolorosa. En medio de la escena apareció colocada sobre un pedestal una urna cineraria adornada de negro crespón y de algunos atributos de la pintura, homenaje que la empresa rendía al reconocido mérito del joven pintor, al propio tiempo que los cantantes, Sra. Vitali y Sres. Stagno y Petit, colocaron sobre la expresada urna unas coronas de siempreviva. El público, vivamente afectado, aplaudía nuevamente en justo tributo de aprecio que se rendía al malogrado artista que en la flor de su edad había bajado al sepulcro, llorado de sus amigos y de todos los admiradores de las Bellas Artes.

Al ser conducido a su morada postrera el cadáver del artista, seguíale un numeroso acompañamiento, que demostraba lo apreciado que había sido en Barcelona durante su vida.